# 三太郎トンネル
三太郎トンネル（さんたろうトンネル）は、鹿児島県奄美市住用町に跨る三太郎峠を貫く国道58号のトンネルである。別名、三太郎バイパスとも呼ばれる。

## 概要
旧国道58号（三太郎峠）のバイパスとして造られ、供用中のトンネルとしては奄美諸島周辺では網野子トンネル、新和瀬トンネルの次に長いトンネルである。

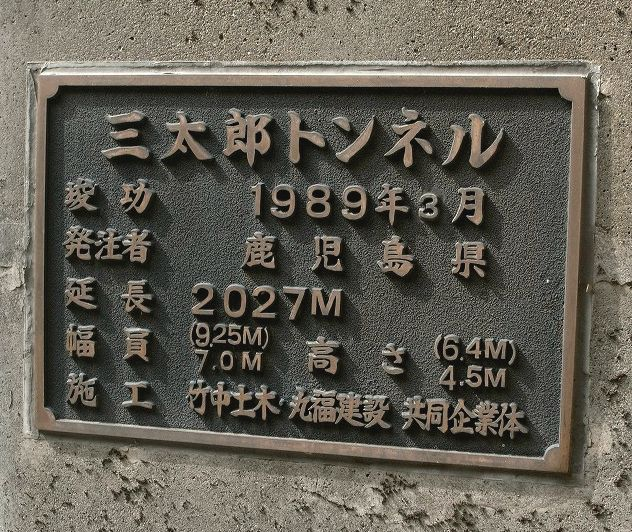
トンネル脇にある銅版

- 竣工 : 1989年（平成元年）3月
- 全長 : 2,027 m
- 高さ : 4.5 m（6.4 m）
- 幅 : 7.0 m（9．25 m）
- 発注元 : 鹿児島県
- 施行 : 竹中土木、丸福建設

- トンネル脇にある銅版

## 周辺
- 三太郎峠
- 奄美市住用総合支所
- 黒潮の森マングローブパーク
- 道の駅奄美大島住用
- 奄美群島国定公園特別保護地区 マングローブ原生林
- 新住用川ダム
- 住用湾

## 隣
国道58号
石釜トンネル -  三太郎トンネル - 和瀬バイパス（城トンネル - 小和瀬トンネル - 新和瀬トンネル）